# مارول (آلاباما)
مارول (به انگلیسی: Marvel) یک منطقهٔ مسکونی در ایالات متحده آمریکا است که در شهرستان بیب، آلاباما واقع شده‌است. مارول ۱۵۹٫۱۱ متر بالاتر از سطح دریا قرار دارد.